# 久保記念講堂
久保記念講堂（くぼきねんこうどう）は、東京都千代田区霞が関にあったホール。久保講堂とも。

## 概要
講堂は霊友会創始者久保角太郎の十三回忌を記念し1958年に落成。同施設は後に社会事業会館に寄贈されている。
講堂は約1000名収容で、コンサートの開催が多かった。しかし霞が関コモンゲートの再開発により1984年3月に閉館した。

## 久保記念講堂における公演

### 音楽コンサート
- 1980年4月5日 - RCサクセションによる公演。同年ライブ盤として『RHAPSODY』が制作・発売された。また、2005年に映像記録を含めた完全版『RHAPSODY NAKED』が発売されている。収録曲『よォーこそ』に「久保講堂へ、ようこそ」の歌詞がある。